# (7532) Pelhřimov
(7532) Pelhřimov est un astéroïde de la ceinture principale.

## Description
(7532) Pelhrimov est un astéroïde de la ceinture principale. Il fut découvert le 22 octobre 1995 à l'Observatoire Kleť par Miloš Tichý. Il présente une orbite caractérisée par un demi-grand axe de 2,63 UA, une excentricité de 0,12 et une inclinaison de 16,2° par rapport à l'écliptique.

## Compléments